# ساچکووتسه
ساچکووتسه (به لهستانی:  Saczkowce) یک روستا در لهستان است که در گمینا کوژنگتسا واقع شده‌است. ساچکووتسه ۱۹۰ نفر جمعیت دارد.